# Inducție matematică

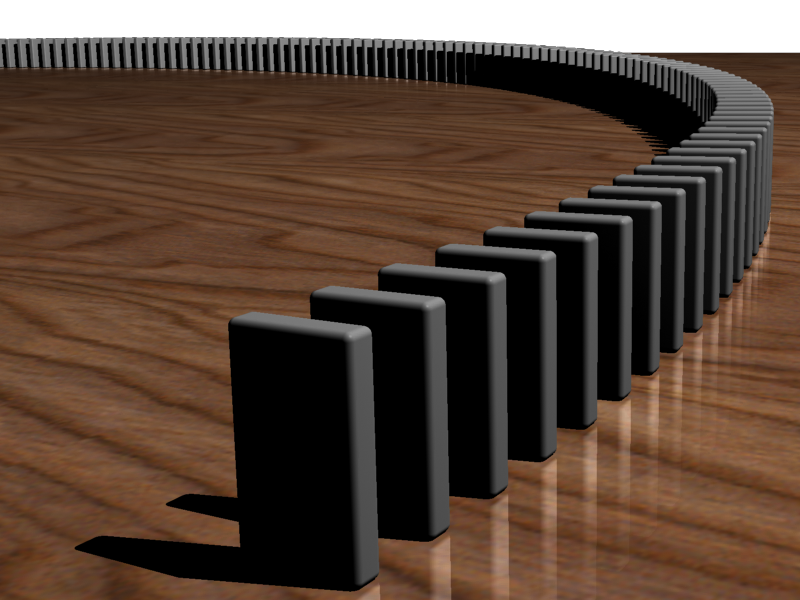
Inducţia matematică poate fi asemănată efectului căderii pieselor de domino.

Inducția matematică („raționamentul prin recurență” sau „inducția completă infinită”) este o modalitate de demonstrație utilizată în matematică pentru a stabili dacă o anumită propoziție este valabilă pentru un număr nelimitat de cazuri, contorul cazurilor parcurgând toate numerele naturale.

## Istoric
Primele semne de utilizare a acestei metode pot fi găsite în demonstrația lui Euclid care încearcă să arate că numărul numerelor prime este infinit.
În cadrul matematicii indiene, o metodă similară se găsește la matematicianul Bhaskara, așa-numita metodă chakravala.
În jurul anului 1000 d.Hr., se regăsește, la matematicianul persan Al-Karaji (c. 953 - c. 1029), aplicarea metodei inducției la determinarea coeficienților binomiali (la ceea ce mai târziu avea să se numească binomul lui Newton), la studiul triunghiului lui Pascal.
Matematicianul islamic Ibn Al-Haytham (965 - 1039) aplică această metodă la calculul unor puteri cu exponent număr întreg.
Musulmanul Al-Maghribī al-Samaw'al (c. 1130 - c. 1180) utilizează inducția, într-o formă asemănătoare celei moderne, ducând mai departe studiile lui Al-Karaji privind triunghiul lui Pascal.
Prima expunere cu adevărat riguroasă a principiului inducției apare la matematicianul italian Francesco Maurolico (1494 - 1575). Acesta, în lucrarea Arithmeticorum libri duo (1575), demonstrează că suma primelor n numere impare este n².
Principiul inducției complete a fost descoperit și de Jakob Bernoulli (1713), Pascal (1653) și Fermat.

## Descriere
Demonstrația prin inducție că propoziția {\displaystyle P(n)\,} pentru orice {\displaystyle n\in \mathbb {N} } se compune din doi pași:
1. Cazul inițial: demonstrarea faptului că propoziția este valabilă pentru {\displaystyle n=0\,} .
2. Pasul de inducție: Se dovedește că, pentru orice {\displaystyle n\,} natural, {\displaystyle P(n)\,} implică {\displaystyle P(n+1)\,}.

## Exemple

### Exemplul 1
Să demonstrăm formula utilizată pentru suma primelor n numere naturale:
{\displaystyle 1+2+3+\cdots +n={\frac {n(n+1)}{2}}}
- Inițializare:

pentru  {\displaystyle n=1\,}   avem:   {\displaystyle 1={\frac {1(1+1)}{2}}={\frac {2}{2}}=1} .
Formula este verificată în cazul inițial.
- Iterare:

Trebuie să arătăm că, dacă formula este valabilă pentru {\displaystyle n=m\,} , atunci este valabilă și pentru   {\displaystyle n=m+1\,}.
Să presupunem formula valabilă pentru {\displaystyle n=m\,} :
{\displaystyle 1+2+\cdots +m={\frac {m(m+1)}{2}}} .
Adăugând la ambii membri {\displaystyle m+1\,} , obținem:
{\displaystyle 1+2+\cdots +m+(m+1)={\frac {m(m+1)}{2}}+(m+1)} .
Calculând, obținem:
{\displaystyle 1+2+\cdots +(m+1)={\frac {(m+1)(m+2)}{2}}}.
Astfel am arătat că:
{\displaystyle P(m)\Longrightarrow P(m+1)} .

### Exemplul 2
Să calculăm suma primelor numere impare:
{\displaystyle 1=1\,}
{\displaystyle 1+3=4\,}
{\displaystyle 1+3+5=9\,}
{\displaystyle 1+3+5+7=16\,}.
{\displaystyle 1+3+5+7+9=25\,}.
Ajungem la presupunerea: Suma primelor numere impare, de la 1 până la {\displaystyle 2n-1\,} este {\displaystyle n^{2}\,},   adică:
{\displaystyle \sum _{i=1}^{n}(2i-1)=n^{2}} .
Pentru a dovedi acest lucru prin metoda inducției complete, trebuie să demonstrăm că:
1. {\displaystyle \sum _{i=1}^{1}(2i-1)=1^{2}}
2. Dacă {\displaystyle \sum _{i=1}^{n}(2i-1)=n^{2}} , atunci {\displaystyle \sum _{i=1}^{n+1}(2i-1)=(n+1)^{2}}.
Primul punct e simplu de dovedit. Pentru cel de-al doilea folosim identitățile:
{\displaystyle \sum _{i=1}^{n+1}(2i-1)=\sum _{i=1}^{n}(2i-1)\;+\;\;(2(n+1)-1)=n^{2}+2(n+1)-1=n^{2}+2n+1=(n+1)^{2}} .